# Mycosphaerella fraxini
Mycosphaerella fraxini är en svampart som först beskrevs av Niessl, och fick sitt nu gällande namn av Gustav Lindau 1903. Mycosphaerella fraxini ingår i släktet Mycosphaerella och familjen Mycosphaerellaceae.   Inga underarter finns listade i Catalogue of Life.